# CSI犯罪現場：紐約
《CSI犯罪現場：紐約》（英語：CSI: New York，簡稱）是一部美國刑事電視影集，首播於2004年9月22日。它是《CSI犯罪現場》的第二個衍生影集（spinoff）。首次出現是在《CSI犯罪現場: 邁阿密－》第二季的23集（NonStop），劇中主角何瑞修（Horatio Caine）前往紐約市追捕一名從邁阿密逃逸的謀殺嫌犯。有趣的是，影集在美國播映的時段與國家廣播公司的《法網遊龍》（Law & Order）一樣，而後者是以紐約市為舞臺的老牌犯罪影集。
除了蓋瑞·辛尼茲、美琳娜·卡娜卡瑞迪斯、以及安娜·貝爾納普以外，所有的演員都是來自紐約。然而，蓋瑞·辛尼茲和安娜·貝爾納普都曾在紐約居住過一段時間。
2012年5月13日，CBS续订本片第九季。
全劇於2013年2月22日結束。CBS於2013年5月10日宣布不會播映第十季。

## 劇集介紹
- 主題曲跟其他兩個劇集一樣，選用何許人合唱團（The Who）的曲子，這次選的是《巴巴·歐萊禮》（BaBa O'Riley）這首歌；它有時候也被誤稱為《青少年荒地》（Teenage Wasteland），給人速度的快感。
- 在犯罪现场调查：邁阿密第2季23集引出紐約版，及後犯罪现场调查：紐約正式播出。紐約版與邁阿密版再次出現交錯的劇情（crossover）：邁阿密11月7日播出的第4季第7集為兩區交錯案件的上集；紐約版11月9日播出的第2季第7集，則是交錯案件的下集。故事由一段墜機的事故展開，描寫一個連續殺人犯。兩組人馬都有參與演出。
- 在2004年11月，Spike TV電視網以破紀錄的價格，一集190萬美金，買下了這個系列的重播權。這家電視網先前已經以一集160萬美金的價格買下《CSI犯罪現場》的重播權。《CSI犯罪現場：紐約》預計於2005年末加入的影集重播行列。
- 紐約篇和CSI犯罪現場的職業定位有所區別，CSI犯罪現場的角色是屬於刑事鑑證的科学家，而紐約篇和邁阿密篇的角色均隸屬於警察部門，而紐約篇的角色職業是屬於城市刑警與科學家混搭的職業設定，所以與邁阿密篇的角色一樣能夠持有槍械。本作有明確描寫到紐約鑑證科警察的專用車是雪佛蘭Chevrolet Avalanche，拍攝手法比另外兩個系列較為血腥，畫面風格呈現冷藍，還有陰天的環境和二氧化碳的排放畫面比較多。
- 在第三季的「Cold Reveal」，出現同為CBS製播的鐵證懸案（Cold Case）中的Scotty Valens，這是CSI系列首次與非CSI系列影集合作。
- 第8季已於2011年9月中旬播出，由於本劇主要內容地點位於紐約，第8季首集以911事件10週年為主，已播映完毕。第9季是最後一季在美國已播映完畢。

## 演員陣容

### 主角
- 麥克·泰勒（Mac Taylor）：蓋瑞·辛尼茲飾演

是紐約CSI團隊的領導人，獨身（劇中設定他的妻子死於911事件）。曾經在美軍海軍陸戰隊服役；他也曾經說過在這世界上最想做的事就是為國家服務。他與波納席拉探員之間有著極其信賴的友誼關係。他是一名貝斯樂手，在一間爵士樂俱樂部中定期表演。他在第五季二十三集中欣然接受部下丹尼及琳賽請託，擔任他們女兒的教父。
在第三季起，他與新加入的法醫佩登（Peyton）有著感情的發展。
第3季第8集「有因必有果 - Consequences 」裡抓到連續一週跟蹤的神秘人，年齡約15,6歲青少年和Reed Garrett-里德加勒特。是麥克的在死於911妻子的親生兒子，錯把以為史黛拉是麥克的妻子，加勒特還不知道跟麥克之間是親生父親還是繼父。聊聊從出生經歷到母親長什么樣，雖然有名片給加勒特但他謝絕，麥克只能目送離開在他眼前。
第3季第24集「意外的假期 - Snow Day 」在調查局和黑幫頭目槍戰，麥克贏得勝利且平安無事與佩登一起前往倫敦假期，暫時離開團隊。
第4季開始不久，佩登因思念家人辭職回到英國，麥克雖然曾陪同她在英國住了一段時間，但仍因無法適應而回到紐約。　
第4季第4集「時間到 - Time's Up 」自從麥克回紐約一個月後，從倫敦佩登寄來的分手信，看了沉思一會出門前往爵士俱樂部忘卻痛心。正當麥克心情恍神史黛拉來到俱樂部，他不知道史黛拉是看了信且知道常去的老地方，麥克開始重振心情專心地彈貝斯。
第4季第9集「婚禮與葬禮 - One Wedding and a Funeral 」中向團隊說明自從3個月前倫敦打來的匿名電話，被偷的行李箱裡一件染血的小男孩短袖上衣及建築物立體拼圖。讓麥克確信神秘人士知道他的一切過去，親自一個人到芝加哥論壇報大廈。
第4季第10集和弗拉克邊走到鮑比·圖爾黑幫派一員（Bobby Toole）的公寓邊說30年前的過去往事，弗拉克認為這行為是自衛，麥克當時自己是小孩不了解。之後接到史黛拉的電話得之333殺手身分，是安迪在戴維斯三兄弟中最小的一個後來改名德魯·貝德福德（Drew Bedford），立即回紐約。德魯被捕了，弗拉克問麥克為什麼不殺了德魯，他解釋說他覺得德魯和吉米失去得太多了。
- 喬·丹佛（Josephine Danville）：莎拉·華德（Sela Ward）飾演

第七季起自華盛頓特區聯邦調查局轉來的新任三級調查員副主管。個性幽默，在第七季第一集中剛到實驗室時，便發現一具屍體，調查時發揮了她驚人的觀察力。
因揭發和她共事12年的FBI探員法蘭克·華特（Frank Waters）在偵辦馬修斯議員女兒被強姦案時銷毀一份由他執行的鑑定結果失誤的DNA文件，使該名強姦犯無罪釋放，她也由華盛頓特區聯邦調查局轉調紐約市犯罪調查實驗室為三級調查員副主管（第七季第三集）。
- 丹尼·麥瑟（Danny Messer）探員：卡明·喬文納佐（Carmine Giovinazzo）飾演

這個角色被認為是影集裡最複雜的一個。他在史坦頓島的一個「義大利黑手黨」家庭中被監視著長大（參見這一集），有著一套自己的混合道德觀（介於違法者與執法者之間）。
麥克親自挑選丹尼加入這個團隊，這對後者來說是項榮譽與責任，每天都為他帶來不少壓力。他生性多疑，不容易相信他人。唐·弗拉克探員是他的好友，可以說是他唯一願意交付信任的人。丹尼對後加入的組員琳賽有好感，常戲謔地稱她「蒙大拿（Montana）」來取笑她的鄉村背景，隨著劇情發展也衍生出兩人的曖昧關係，其感情支線意外變成影迷們另一個注意的焦點。
第2季第20集「法網恢恢 - Run Silent, Run Deep」中，丹尼被捲入一宗十五年前的兇殺案。他的哥哥路易為得到真正兇手的證言，被痛打癱瘓成植物人，但成功地證明了丹尼的清白。在第五季第九集，丹尼以旁白的方式發展和琳賽的感情。兩人在第五季第十七集公證結婚，由麥克跟史黛拉擔任證婚人。
於第五季「Pay up」的最後一幕時，和CSI們在小酒吧裡紀念因公殉職的Jessica Angell時遭受攻擊不慎被子彈擊中，於第六季起開始漫長的復健之路，但復健期間仍參與CSI辦案。
- 薛爾登·霍克（Sheldon Hawkes）法醫與鑑識員：希爾·哈潑（Hill Harper）飾演

天才兒童，才18歲就從大學畢業；24歲獲得外科醫師執業執照。
然而，因無法救回兩個病人，從此放棄成為一個外科醫生，成為一個法醫。在第2季裡，霍克離開解剖室，投入現場調查工作。
第3季第11集「夏恩的復仇 - Raising Shane」，他在一兇殺案中成為主要嫌疑犯，而整個團隊也被要求移交此案件。但最後還是其他團員發現線索，證明了霍克的清白。
曾有一位女友，已分手。在第七季裡與大學同學Camille交往。
- 唐·弗拉克（Don Flack）探員：艾迪·卡希爾（Eddie Cahill）飾演

來自一個世代從事執法工作的家族。他是紐約警局舊式辦案風格與新時代的之間的橋樑。
是個風趣的重案組探員，但是對嫌犯缺乏耐心。他的辦案技巧經常遊走於法律容許的邊界，也因此造成不少爭議。他與丹尼·麥瑟是好友，總是願意傾聽後者的問題。
第二季的最後一集「炸彈客」中，他被兇殺案現場的炸彈炸成重傷，到片終時仍然昏迷不醒。在第三季開始時他完全康復並回到工作崗位。
第3季第8集「有因必有果 - Consequences 」裡麥克想借記事本裡記載有關毒品，心裡非常針扎但還是不能反抗領導者只能繳了 麥克在離開前斥責弗拉克最後一句話 : 不能不尊重警徽，邊忍著眼淚邊深省要保護身為警員探員不能碰觸法律界限。
第4季第10集「關於英雄 - The Thing About Heroes」除了麥克在芝加哥找出線索，其他前往列車和被殺的列車長。突然列車門關閉開始失控，唯一團員丹尼沒上車奔跑離100碼的控制箱，拿著石頭把MP3連在控制板破壞，使列車緊急煞車差點撞上另一列車尾端。被困在列車裡團員們和弗拉克逃過一劫，弗拉克下車指著車站牌
33Street和第3號列車廂，團員們才知道是333殺手操縱劫持地鐵。麥克被（333）德魯劫持，弗拉克求助從芝加哥戴維斯二哥吉米到紐約阻止小弟安迪。
在第五季出現他的妹妹。
- 琳賽·夢露 ( Lindsay Monroe )：安娜·貝爾納普 ( Anna Belknap) 飾演

鑑識科學家，在艾婷·波恩被解僱之後從蒙大拿州調過來。
在艾婷因變造偽證被麥克解僱後，第2季第3集「猛虎出閘 - Zoo York 」中新加入調查員來自蒙大拿州的琳賽，是一名性格爽朗的女人且身手矯健，加入不久就完全融入了原來的團隊。
第3季第2集「 不如所見 - Not What It Looks Like 」代替搶珠寶犯之一歸還給主人但被識破正準備要對琳賽開槍，在援兵去救助同時她放下袋子事先準備好的閃光彈，丹尼在第一步去關心她安然無事，兩人之間開始萌芽超越同事之間的友情。   第3季第3集「情已逝 - Love Run Cold」中，當丹尼向琳賽表示他對她有好感時，琳賽承認自己對丹尼也有好感，但因為個人的問題而不希望有進一步的發展。
第3季第12集「寂靜夜 - Silent Night」中，她在剛到達兇殺現場後就立即離開，神情激動。之後她向史黛拉說出自己15年前曾經是一件兇殺案中唯一的悻存者，而被害者當中有她的朋友。
第3季第14集「謊言遊戲 - The Lying Game」，她被要求回到蒙大拿為這件兇殺出庭作證，因而短暫地離開了團隊，丹尼不時表現出對琳賽的興趣。  第3季第18集「失控的魔術 - Sleight Out of Hand 」，在第二次出庭作證時丹尼出現參加陪審團鼓起勇氣說明案發現場一切過程，終於被告人以謀殺罪將他繩之以法。
第五季的第九集琳賽懷孕，第十集丹尼求婚，但琳賽拒絕了，因為她認為丹尼還沒準備好要結婚。但丹尼還是在第五季第十七集求婚成功，由麥克跟史黛拉擔任證婚人，並於第二十三集誕下一女。
- 席德·漢默貝克（Sid Hammerbeck）法醫：羅伯特·喬依（Robert Joy）飾演

自第2季第5集起加入的新法醫，取代改投入現場鑑識工作的薛爾登成為紐約警局解剖室的主要法醫。
被形容為一個「半路出家的天才」，最近才從廚師轉職成法醫。為人風趣幽默，曾經因為在驗屍時感染到核輻射而差點喪命。在第3季第17集「未踏上的旅程 - The Ride-In 」，因過敏性休克倒地在驗屍間且失去意識，幸好史黛拉急救處理脫離危險。史黛拉對法醫坦白在處於空窗期，法醫感激地說謝謝救了一命且擁抱她。
第八季發明了一個新式睡枕，經由麥克測試之後效果良好，被財團買下睡枕的專利權，成為了億萬富翁。但卻患上淋巴癌。
- 亞當（Adam Ross（英语：Adam Ross (CSI: NY)））：A.J. Buckley飾演

實驗室技師。第2季第12集初登場，從第3季第14集到第18集代替琳賽負責的工作（在琳賽還沒解決以15年前凶殺案做為唯一生還者兼作證人）之後成固定團隊之一，第24集（本季最後一集）和丹尼及兩三名警察搶回被沒收毒品的黑幫同夥受重傷且當人質，弗拉克和重案組探員們來到現場拯救脫離危機。在第4季第5集虛擬世界殺人案中，他發揮電腦專長。第5季開始到現場勘驗。
- 德魯·貝德福德（Drew Bedford）：克爾·史密斯（Kerr Smith )飾演

原名Andrew“Andy”Davis，又名“The 333 Stalker”初登場（第4季第2集）。是戴維斯三兄弟中最小，小時候和麥克是朋友。目睹30年前二哥吉米（Jimmie）朝黑幫派一員奧圖的胸部開槍，將其殺死。不幸的是大哥（Will）威爾沒有活下來，麥克和吉米逃離了現場恰好是房號333使烙印在德魯腦中。趁麥克單獨將注射投藥暫時昏睡，並設置了一個陷阱，如果麥克移動，槍射中他的頭部。還設置了只有一扇門，當門打開來營救麥克的人都會被霰彈槍殺死。德魯接了來自史黛拉的電話，聲音卻是二哥吉米。吉米說服德魯要他不要做傻事，德魯意識到吉米在附近時，吉米告訴他的兄弟他要進來並穿過門遭胸部中彈，但因事先穿防彈背心倖免於難。當德魯移動到他的槍支陷阱前時，麥克觸發了它，導致德魯被他自己的陷阱射中，但並未致命。德魯拔出槍要射麥克，但麥克從陷阱中奪過槍，朝德魯的前臂開槍，打傷並解除了他的武裝，結束了30年間的怨恨。

### 配角
- 李納德·吉爾斯（Leonard Giles）：傑·葛蘭特·艾爾布萊區（J. Grant Albrecht）飾演

實驗室主管，以前是個跑者，後因意外造成腰部以下癱瘓。
- 珍·帕森（Jane Parsons）：桑雅·瓦傑（Sonya Walger）飾演

實驗室技師。
- 查德·溫寧漢（Chad Willingham）：查德·林德勃（Chad Lindberg）飾演

實驗室技師。
- 伊凡·趙（Evan Zao）醫生：隆·袁（Ron Yuan）飾演（第2季起）

在霍克醫生改從事現場調查工作之後取代了他的工作。他被形容為一個「英俊、年輕、平易近人的醫生」。
- 查克·香儂（Zack Shannon）：大衛·朱利安·賀須（David Julian Hirsh）飾演（第2季起）

新來的實驗室技師，
- 無名制服警察：葛瑞格·德哥斯丁諾（Greg D'Agostino）飾演（第2季起）。
- 里德加勒特（Reed Garrett）：凱爾·加爾納 （页面存档备份，存于）（Kyle Gallner ) 飾演

初登場（第3季第8集）跟蹤錯把以為史黛拉是麥克的妻子且聊聊從出生經歷到母親長什么樣，雖然有名片給加勒特但他謝絕。第3季第15集親自到麥克工作室，提供關於學校秘密組織的情報且請求找出殺死Brian。回宿舍被蒙面人打傷，但兇手留下線索抓到了，之後要出發前往Brian的墓碑，抱著麥克對他說謝謝你做的一切。

### 離開的角色
- 艾婷·波恩（Aiden Burn）探員：凡妮莎·費麗托（英语：Vanessa Ferlito） 飾演

她土生土長於布魯克林區，具有可以快速適應新情境的能力。
在第2季第2集「中央車站謀殺案 - Grand Murder at Central Station」裡被麥克解僱，理由是她的好友被一個兇犯姦殺，但是證據不足只能讓兇犯逍遙法外，艾婷背叛良心只好變造證據。雖然她並未真的這麼做，但是她有打開封條，這讓她的誠信度遭到懷疑。麥克決定解僱她，因為她有危害整個實驗室誠信的風險。她同意了這個決定，因為她不知道如果還有下次，她是否能抵抗誘惑。在第2季第23集「英雄們 - Heroes」裡艾婷被解僱後，她獨自繼續搜索強姦犯的證據，結果被強姦犯發現就殺害且縱火棄屍在車裡，CSI實驗室的所有同僚萬分悲痛，他們知道誰是凶手，但是卻缺少關鍵證據。最後艾婷被害時在兇犯留下的重要證據 - 齒痕，終於將兇犯繩之以法。結案以後，CSI實驗室的所有同僚聚到一個酒吧紀念她。
- 史黛拉·波納席拉（Stella Bonasera）探員：美琳娜·卡娜卡瑞迪斯（英语：Melina Kanakaredes） 飾演

把自己完全奉獻給工作。她常常被叫做「自由女神」，因為她強硬的個性、強烈的決心、以及高度的智慧使然。她是一半希臘、一半義大利血統的孤兒，從小在寄養家庭中長大。她跟麥克是非常好的朋友，總是擔心他的生理與心理的狀態。
第2季第21集「全面通行 - All Access」中，史黛拉被精神狀態不穩的男友禁錮於她的家中，並且嘗試殺害她。最後史黛拉被迫因自衛而開槍殺死男友，但她卻受了很大的精神傷害。
第3季第8集「有因必有果 - Consequences 」連續一週有人跟蹤史黛拉，在第一次和丹尼去調查感覺到神秘人盯著她，雖然丹尼追著他但逃走了。第二次和麥克一組終於抓到神秘人，年齡約15,6歲青少年 Reed Garrett -里德加勒特。誤以為是麥克的太太，實際上是慶祝麥克生日，只是同事關係。  第3季第16集「玻璃心 - Heart of Glass」中，她被兇案現場的染血玻璃割傷，及後發現死者是愛滋病患者，她也有可能會被感染；第17集「未踏上的旅程 - The Ride-In 」，中為席德法醫急救處理因過敏性休克失去意識，擔心會人工呼吸傳染給法醫，麥克誇獎做得好且鎮定她口部接觸感染機率低。 在第20集「死而復生 - What Schemes May Come」中，請麥克批准在實驗室做PCR檢測並指名由Adam Ross進行；在第21集「Past Imperfect」得知檢測結果為HIV陰性。
第4季第10集「 關於英雄 - The Thing About Heroes」得知德魯為何從古董店相遇，開始堅持追求自己是為了利用來接近麥克，立即打給他。
第4季第16集中，史黛拉所住的公寓失火，牽扯出失蹤兒童案。在第七季起離開劇組。The 34th floor中交代了她到紐爾良就任CSI隊長。
CBS對外表示「我們希望她續約，但是也尊重她選擇離開」，並且肯定她六年來精采的演出；Melina Kanakaredes也表示很珍惜六年在CSI:NY的演出與製作單位同仁的友誼。
- 潔西卡·安琪（Jessica Angell）探員：Emmanuelle Vaugier（英语：Emmanuelle Vaugier） 飾演

她並不是CSI的成員，但與CSI的成員私交甚好。
第三季起即有登場，一開始名字為Jennifer Angell，第四季起改名為Jessica Angell。在第五季帶著證人Conner Dunbrook吃早餐時遭受攻擊，受到嚴重的槍傷後送醫不治。

## 集名列表
每集的故事大綱請見CSI犯罪現場：紐約章節列表。

## 外部連結
- 互联网电影数据库（IMDb）上《CSI犯罪現場：紐約》的资料（英文）
- CSI: NY Episode Guide （页面存档备份，存于） on CSI Files
- CSI: New York on The Futon Critic